# Bilan saison par saison du Heat de Miami

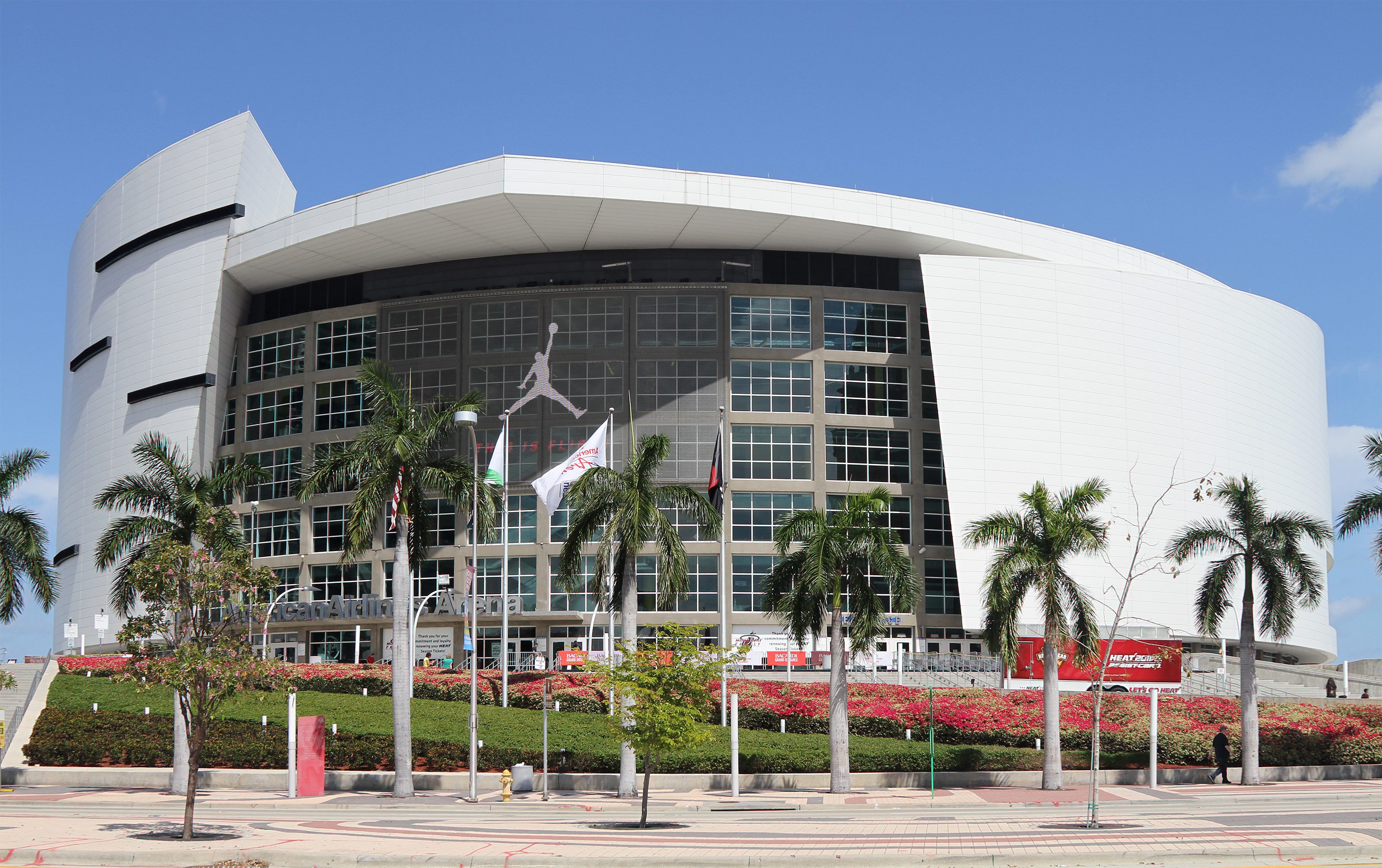
Le Kaseya Center est l'arène du Heat.

Le tableau suivant est un bilan saison par saison du Heat de Miami avec les performances réalisées par la franchise depuis 1988.
| Saison           | Équipe           | Conférence       | Conférence       | Division         | Division         | Saison régulière | Saison régulière | Saison régulière | Playoffs | Entraîneur principal        | Réf.         |
| Saison           | Équipe           | Conférence       | Conférence       | Division         | Division         | V                | D                | PCT              | Playoffs | Entraîneur principal        | Réf.         |
| ---------------- | ---------------- | ---------------- | ---------------- | ---------------- | ---------------- | ---------------- | ---------------- | ---------------- | --- | --------------------------- | ------------ |
| Miami Heat       |                  |                  |                  |                  |                  |                  |                  |                  | |                             |              |
| 1988-89          | 1988-89          | Ouest            | 13e              | Midwest          | 6e               | 15               | 67               | 18,3%            | - | Ron Rothstein               | [ 1 ]        |
| 1989-90          | 1989-90          | Est              | 11e              | Atlantique       | 5e               | 18               | 64               | 22,0%            | - | Ron Rothstein               | [ 2 ]        |
| 1990-91          | 1990-91          | Est              | 13e              | Atlantique       | 6e               | 24               | 58               | 29,3%            | - | Ron Rothstein               | [ 3 ]        |
| 1991-92          | 1991-92          | Est              | 8e               | Atlantique       | 4e               | 38               | 44               | 46,3%            | Défaite au premier tour (Chicago, 0-3) | Kevin Loughery              | [ 4 ]        |
| 1992-93          | 1992-93          | Est              | 11e              | Atlantique       | 5e               | 36               | 46               | 43,9%            | - | Kevin Loughery              | [ 5 ]        |
| 1993-94          | 1993-94          | Est              | 8e               | Atlantique       | 4e               | 42               | 40               | 51,2%            | Défaite au premier tour (Atlanta, 2-3) | Kevin Loughery              | [ 6 ]        |
| 1994-95          | 1994-95          | Est              | 11e              | Atlantique       | 4e               | 32               | 50               | 39,0%            | - | Kevin Loughery Alvin Gentry | [ 7 ]        |
| 1995-96          | 1995-96          | Est              | 8e               | Atlantique       | 3e               | 42               | 40               | 51,2%            | Défaite au premier tour (Chicago, 0-3) | Pat Riley                   | [ 8 ]        |
| 1996-97          | 1996-97          | Est              | 2e               | Atlantique       | 1er              | 61               | 21               | 74,4%            | Victoire au premier tour (Orlando, 3-2) Victoire en demi-finale de conférence (New York, 4-3) Défaite en finale de conférence (Chicago, 1-4)                                             | Pat Riley                   | [ 9 ]        |
| 1997-98          | 1997-98          | Est              | 2e               | Atlantique       | 1er              | 55               | 27               | 67,1%            | Défaite au premier tour (New York, 2-3) | Pat Riley                   | [ 10 ]       |
| 1998-99          | 1998-99          | Est              | 1er              | Atlantique       | 1er              | 33               | 17               | 66,0%            | Défaite au premier tour (New York, 2-3) | Pat Riley                   | [ 11 ]       |
| 1999-00          | 1999-00          | Est              | 2e               | Atlantique       | 1er              | 52               | 30               | 63,4%            | Victoire au premier tour (Détroit, 3-0) Défaite en demi-finale de conférence (New York, 3-4)                                                                                             | Pat Riley                   | [ 12 ]       |
| 2000-01          | 2000-01          | Est              | 3e               | Atlantique       | 2e               | 50               | 32               | 61,0%            | Défaite au premier tour (Charlotte, 0-3) | Pat Riley                   | [ 13 ]       |
| 2001-02          | 2001-02          | Est              | 11e              | Atlantique       | 6e               | 36               | 46               | 43,9%            | - | Pat Riley                   | [ 14 ]       |
| 2002-03          | 2002-03          | Est              | 13e              | Atlantique       | 7e               | 25               | 57               | 30,5%            | - | Pat Riley                   | [ 15 ]       |
| 2003-04          | 2003-04          | Est              | 4e               | Atlantique       | 2e               | 42               | 40               | 51,2%            | Victoire au premier tour (Charlotte, 4-3) Défaite en demi-finale de conférence (Indiana, 2-4)                                                                                            | Stan Van Gundy              | [ 16 ]       |
| 2004-05          | 2004-05          | Est              | 1er              | Sud-Est          | 1er              | 59               | 23               | 72,0%            | Victoire au premier tour (New Jersey, 4-0) Victoire en demi-finale de conférence (Washington, 4-0) Défaite en finale de conférence (Détroit, 3-4)                                        | Stan Van Gundy              | [ 17 ]       |
| 2005-06          | 2005-06          | Est              | 2e               | Sud-Est          | 1er              | 52               | 30               | 63,4%            | Victoire au premier tour (Chicago, 4-2) Victoire en demi-finale de conférence (New Jersey, 4-1) Victoire en finale de conférence (Détroit, 4-2) Victoire en finale NBA (Dallas, 4-2)     | Stan Van Gundy Pat Riley    | [ 18 ]       |
| 2006-07          | 2006-07          | Est              | 4e               | Sud-Est          | 1er              | 44               | 38               | 53,7%            | Défaite au premier tour (Chicago, 0-4) | Pat Riley                   | [ 19 ]       |
| 2007-08          | 2007-08          | Est              | 15e              | Sud-Est          | 5e               | 15               | 67               | 18,3%            | - | Pat Riley                   | [ 20 ]       |
| 2008-09          | 2008-09          | Est              | 5e               | Sud-Est          | 3e               | 43               | 39               | 52,4%            | Défaite au premier tour (Atlanta, 3-4) | Erik Spoelstra              | [ 21 ]       |
| 2009-10          | 2009-10          | Est              | 5e               | Sud-Est          | 3e               | 47               | 35               | 57,3%            | Défaite au premier tour (Boston, 1-4) | Erik Spoelstra              | [ 22 ]       |
| 2010-11          | 2010-11          | Est              | 2e               | Sud-Est          | 1er              | 58               | 24               | 70,7%            | Victoire au premier tour (Philadelphie, 4-1) Victoire en demi-finale de conférence (Boston, 4-1) Victoire en finale de conférence (Chicago, 4-1) Défaite en finale NBA (Dallas, 2-4)     | Erik Spoelstra              | [ 23 ]       |
| 2011-12          | 2011-12          | Est              | 2e               | Sud-Est          | 1er              | 46               | 20               | 69,7%            | Victoire au premier tour (New York, 4-1) Victoire en demi-finale de conférence (Indiana, 4-2) Victoire en finale de conférence (Boston, 4-3) Victoire en finale NBA (Oklahoma City, 4-1) | Erik Spoelstra              | [ 24 ]       |
| 2012-13          | 2012-13          | Est              | 1er              | Sud-Est          | 1er              | 66               | 16               | 80,5%            | Victoire au premier tour (Milwaukee, 4-0) Victoire en demi-finale de conférence (Chicago, 4-1) Victoire en finale de conférence (Indiana, 4-2) Victoire en finale NBA (San Antonio, 4-3) | Erik Spoelstra              | [ 25 ]       |
| 2013-14          | 2013-14          | Est              | 2e               | Sud-Est          | 1er              | 54               | 28               | 65,9%            | Victoire au premier tour (Charlotte, 4-0) Victoire en demi-finale de conférence (Brooklyn, 4-1) Victoire en finale de conférence (Indiana, 4-2) Défaite en finale NBA (San Antonio, 1-4) | Erik Spoelstra              | [ 26 ]       |
| 2014-15          | 2014-15          | Est              | 10e              | Sud-Est          | 3e               | 37               | 45               | 45,1%            | - | Erik Spoelstra              | [ 27 ]       |
| 2015-16          | 2015-16          | Est              | 3e               | Sud-Est          | 1er              | 48               | 34               | 58,5%            | Victoire au premier tour (Charlotte, 4-3) Défaite en demi-finale de conférence (Toronto, 3-4)                                                                                            | Erik Spoelstra              | [ 28 ]       |
| 2016-17          | 2016-17          | Est              | 9e               | Sud-Est          | 3e               | 41               | 41               | 50,0%            | - | Erik Spoelstra              | [ 29 ]       |
| 2017-18          | 2017-18          | Est              | 6e               | Sud-Est          | 1er              | 44               | 38               | 53,7%            | Défaite au premier tour (Philadelphie, 1-4) | Erik Spoelstra              | [ 30 ]       |
| 2018-19          | 2018-19          | Est              | 10e              | Sud-Est          | 3e               | 39               | 43               | 47,6%            | - | Erik Spoelstra              | [ 31 ]       |
| 2019-20          | 2019-20          | Est              | 5e               | Sud-Est          | 1er              | 44               | 29               | 60,3%            | Victoire au premier tour (Indiana, 4-0) Victoire en demi-finale de conférence (Milwaukee, 4-1) Victoire en finale de conférence (Boston, 4-2) Défaite en finale NBA (L.A. Lakers, 2-4)   | Erik Spoelstra              | [ 32 ]       |
| 2020-21          | 2020-21          | Est              | 6e               | Sud-Est          | 2e               | 40               | 32               | 55,6%            | Défaite au premier tour (Milwaukee, 0-4) | Erik Spoelstra              | [ 33 ]       |
| 2021-22          | 2021-22          | Est              | 1er              | Sud-Est          | 1er              | 53               | 29               | 64,6%            | Victoire au premier tour (Atlanta, 4-1) Victoire en demi-finale de conférence (Philadelphie, 4-2) Défaite en finale de conférence (Boston, 3-4)                                          | Erik Spoelstra              | [ 34 ]       |
| 2022-23          | 2022-23          | Est              | 7e               | Sud-Est          | 1er              | 44               | 38               | 53,7%            | Victoire au premier tour (Milwaukee, 4-1) Victoire en demi-finale de conférence (New York, 4-2) Victoire en finale de conférence (Boston, 4-3) Défaite en finale NBA (Denver, 1-4)       | Erik Spoelstra              | [ 35 ]       |
| 2023-24          | 2023-24          | Est              | 8e               | Sud-Est          | 2e               | 46               | 36               | 56,1%            | Défaite au premier tour (Boston, 1-4) | Erik Spoelstra              | [ 36 ]       |
| 2024-25          | 2024-25          | Est              | 10e              | Sud-Est          | 3e               | 37               | 45               | 45,1%            | Défaite au premier tour (Cleveland, 0-4) | Erik Spoelstra              | [ 37 ]       |
| Saison régulière | Saison régulière | Saison régulière | Saison régulière | Saison régulière | Saison régulière | 1 558            | 1 409            | 52,5%            | |                             |              |
| Playoffs         | Playoffs         | Playoffs         | Playoffs         | Playoffs         | Playoffs         | 163              | 136              | 54,5%            | 3 titres NBA | 3 titres NBA                | 3 titres NBA |